# Гребля Мекса
Гребля Мекса (Mexa) — гідротехнічна споруда на півночі Алжиру.
Греблю спорудили в 1994—1998 роках на уеді Кабір-Ест, який впадає до Середземного моря за два десятки кілометрів на схід від Аннаби (останні кілька кілометрів течії після злиття з уедом Бу-Номоусса мають назву уед Мафраг). Призначенням споруди є водопостачання міст Аннаба, Ель-Тарф та Ель-Кала і захист від повеней, при цьому вище від неї по сточищу на витоках Кабір-Ест працюють греблі Бугус та Барбара (остання на території Тунісу).
У межах проєкту долину уеду перекрили земляною греблею із центральним непроникним ядром висотою 40 (за іншими даними — 32) метрів та довжиною 402 метри. Водопропускні споруди греблі розраховані на повінь у 1800 м3/с.
Первісний об'єм водосховища становив 47 млн м3. Наразі споруда за різними даними здатна затримувати 41,5 млн м3 або навіть лише 30 млн м3 води.